# Маноян, Давид Ваганович
Дави́д Вага́нович Маноя́н (арм. Դավիթ Վահանի Մանոյան; род. 5 июля 1990, Ереван) — армянский футболист, полузащитник клуба «Ван». Выступал за сборную Армении.

## Клубная карьера
С ранних лет начал увлекаться спортом, в том числе и футболом. Занимался некоторое время плаванием, а после начал заниматься футболом. В 5 лет пошёл в футбольную школу «Пюник». Первоначально выступал за «Пюник-2». В 2007 году подписал контракт с клубом и провёл полноценный сезон в Первой лиге. В следующем сезоне Маноян балансировал между дублем и основой, а с 2009 года выступает в «Пюнике» за который провёл 24 матча (из 28-ти имеющихся). После чемпионата, рядом специалистов признавался открытием сезона. При награждении призов удостоился звания «Самый перспективный футболист», а также «Открытие года». Является незаменимым игроков. Через Манояна строятся большинство атак, которые заканчиваются в большинстве случаев голами. В ноябре 2009 года получил травму коленного сустава, из-за чего был прооперирован в Германии, в одной из клиник Гамбурга.
В марте 2010 года проходил просмотр в дублирующем составе немецкого «Штутгарта», позже интерес к Манояну проявлял швейцарский «Сьон». Не подойдя клубам вернулся обратно в «Пюник», с котором в том же сезоне оформил хет-трик: чемпионство, кубок и суперкубок Армении.
Летом 2012 года, вместе с одноклубником из «Пюника» Артаком Едигаряном прошёл просмотр в донецком «Металлурге». Игра Едигаряна привлекла внимание в тренерском штабе «Металлурга», а вот Маноян позже отправился на просмотр в «Кубань». 9 августа «Кубань» подписала с Манояном 3-летний контракт.
3 сентября был отдан в аренду ереванскому Пюнику сроком на 6 месяцев.

## Карьера в сборной
Дебютировал 11 февраля 2009 года в составе сборной Армении в товарищеском матче против сборной Латвии. Маноян вышел на поле на 80-й минуте матча, заменив Эдгара Манучаряна. Матч проходил на Кипре и закончился со счётом 0:0.

## Достижения

### Командные достижения
«Пюник»
- Чемпион Армении: 2008, 2009, 2010
- Обладатель Кубка Армении: 2009, 2010, 2013, 2014
- Обладатель Суперкубка Армении: 2010

«Ной»
- Обладатель Кубка Армении: 2019/20.

### Личные достижения
- Открытие года в Армении: 2009[4]
- Самый перспективный футболист Армении: 2009[4]

## Интересные факты
- Давид является дальним родственником российского спортивного комментатора Владимира Стогниенко[11][12].